# Цайзенхаузен
Цайзенхаузен (нем. Zaisenhausen) — община в Германии, в земле Баден-Вюртемберг. 
Подчиняется административному округу Карлсруэ. Входит в состав района Карлсруэ.  Население составляет 1711 человек (на 31 декабря 2010 года). Занимает площадь 10,11 км².